# Pinal de Amoles (kommun)
Pinal de Amoles är en kommun i Mexiko.   Den ligger i delstaten Querétaro Arteaga, i den centrala delen av landet, 200 km norr om huvudstaden Mexico City.
Följande samhällen finns i Pinal de Amoles:
- Pinal de Amoles
- Ahuacatlán de Guadalupe
- Sauz de Guadalupe
- La Mohonera
- Derramadero de Juárez
- Escanelilla
- San Pedro Viejo
- Santa Águeda
- Agua Amarga
- El Madroño
- Huilotla
- Los Pinos
- Quirambal
- Coatlán de los Ángeles
- La Joya de Ahuacatlán
- Rancho Nuevo
- Epazotitos
- Río Escanela
- Maby
- El Timbre de Guadalupe
- La Ciénega
- Arquitos
- Huajáles
- Puerto de Alejandría
- Llano de San Francisco
- Puerto de Vigas
- Las Mesas de Santa Inés
- El Refugio
- Agua del Maíz
- San Isidro
- Potrerillos
- La Cañada
- La Morita
- Epazotes Grandes
- Agua Fría
- Alejandría de Morelos
- Magueycitos
- El Llano de Huazquilíco
- Joyas del Real
- Casas Viejas
- Joyas de Bucareli
- El Rodezno
- El Gallo
- Loma Larga
- Durazno de San Francisco
- San Isidro
- La Troja
- Aguacate de San Pedro
- Sauz de Arroyo Hondo
- Pie de la Cuesta
- Puerto de Pujunguía
- Puerto Hondo
- Tres Cruces
- Cuatro Palos
- El Encino
- Aguacate de Morelos
- La Charca
- Peña Alta
- Cuesta Blanca
- La Mesa
- Cuesta de Huazmazontla
- Las Adjuntas
- San José Cochinito
- Puerto de Tejamaníl